# Lijst van beelden in Maasgouw
Dit is een (onvolledige) chronologische lijst van beelden in Maasgouw. Onder een beeld wordt hier verstaan elk driedimensionaal kunstwerk in de openbare ruimte van de Nederlandse gemeente Maasgouw, waarbij beeld wordt gebruikt als verzamelbegrip voor sculpturen, standbeelden, installaties, gedenktekens en overige beeldhouwwerken.
Voor een volledig overzicht van de beschikbare afbeeldingen zie de categorie Beelden in Maasgouw op Wikimedia Commons.
| Geplaatst  | Omschrijving                    | Kunstenaar                   | Straat                         | Plaats       | Materiaal   | Afbeelding               |
| ---------- | ------------------------------- | ---------------------------- | ------------------------------ | ------------ | ----------- | ------------------------ |
| 1874       | Pieter Hubertus Baltazaar Motké | Henri Leeuw                  | Wijngaard                      | Thorn        |             | Motké                    |
| 1896       | Sint Anna                       | Atelier Cuypers-Stoltzenberg | Sint Annastraat                | Ohé en Laak  |             | Sint Anna                |
| 1920       | Heilig Hartbeeld (Brachterbeek) | Jan Verdonk                  | Kerkstraat                     | Brachterbeek |             | Hartbeeld                |
| 1924       | Heilig Hartbeeld (Maasbracht)   | Jean Geelen                  | Kerkplein                      | Maasbracht   |             | Hartbeeld                |
| 1925       | Heilig Hartbeeld (Thorn)        | Louis Jacobin                | Hoogstraat / Kerkberg          | Thorn        |             |                          |
|            | Heilige Stefanus                |                              | Jan van Steffeswertplein, kerk | Stevensweert |             | Stefanus                 |
| 1930       | Heilig Hartbeeld (Ohé en Laak)  | Wilhelm van Helden           | Kerkstraat                     | Ohé en Laak  | zandsteen   | Hartbeeld                |
| 1931       | Heilig Hartbeeld (Stevensweert) |                              | Jan van Steffeswertplein       | Stevensweert |             | Hartbeeld                |
| 1933       | Moeder Magdalena Daemen         | Wilhelm van Helden           | Kerkstraat                     | Ohé en Laak  | zandsteen   | Moeder Magdalena Daemen  |
| 1943       | Heilig Hartbeeld (Wessem)       | Victor Sprenkels             | Kloosterlaan                   | Wessem       | natuursteen | Hartbeeld                |
| jaren 1950 | Sint-Barbarabeeld               | Gène Eggen                   | Kloosterlaan-Steenweg          | Wessem       |             | Sint-Barbarabeeld Wessem |
| 1951       | Sint-Barbarabeeld               | Jean Adams, Joep Thissen     | Lindepad-Casino                | Thorn        |             |                          |
| 1952?      | Heilige Martinus                |                              | Kerkstraat, kerk               | Beegden      |             |                          |
|            | (buste)                         |                              | Monseigneur Savelbergweg       | Heel         |             |                          |
|            | (beeld)                         |                              | Dorpsstraat / Eindstraat       | Beegden      |             |                          |
|            | (3 sporters}                    |                              | Nieuwe Markt                   | Linne        |             | Sporters                 |
| 1970       | Boegbeeld Haveningang           |                              | Waage Naak                     | Wessem       |             |                          |
| 1982       | Vredesmonument                  | Dolf Wong Lun Hing           | Marktstraat                    | Linne        |             | Vredesmonument           |
| 1982       | Carnavalsvierders               |                              | Kuisstraat                     | Beegden      |             |                          |
| 1986       | De Geitebok                     | Harry van de Boel            | Kloosterberg                   | Thorn        |             | De Geitebok              |
| 1987       | Monument voor de Muziek         | Jaac Waeyen                  | Waterstraat                    | Thorn        |             |                          |
| 1988       | De Gangmaeker                   | Jaac Waeyen                  | Dorpsstraat                    | Heel         |             | Gangmaeker               |
| 1990       | Herder met kudde koeien         | Dolf Wong Lun Hing           | Kloosterlaan / Kerkstraat      | Wessem       |             | Wessem                   |
| 1990       | Beegden 1295-1990               |                              | Dorpsstraat / Kerkstraat       | Beegden      |             |                          |
| 1994       | Ankercompositie                 | Kees Schalken / Lei Linssen  | Oude Maasweg                   | Maasbracht   |             |                          |
| 1992       | Ansfried                        | Harry van de Boel            |                                | Thorn        |             | Ansfried                 |
| 2004       | Schepenkerkhof                  | Frans Jansen                 | Havenstraat                    | Maasbracht   | brons       | Schepenkerkhof           |
| 2007       | Heel, Beegden, Wessem           |                              | Maastraat                      | Wessem       |             |                          |
|            | De Noatevraeters                |                              |                                | Ohé en Laak  |             |                          |
| 2019       | Vestingpoorten                  | Désirée Tonnaer              | Veldstraat-Oost                | Stevensweert | cortenstaal |                          |